# Squamidium biforme
Squamidium biforme là một loài Rêu trong họ Meteoriaceae. Loài này được (Hampe) Broth. miêu tả khoa học đầu tiên năm 1906.